# Jörg Huffschmid
Jörg Huffschmid (* 19. Februar 1940 in Köln; † 5. Dezember 2009 in Bremen) war ein deutscher Wirtschaftswissenschaftler. Er leitete bis 2005 das Institut für Europäische Wirtschaft, Wirtschafts- und Gesellschaftspolitik der Universität Bremen und war Gründungsmitglied der Arbeitsgruppe Alternative Wirtschaftspolitik (Memorandum-Gruppe).

## Biografie
Von 1959 bis 1963 studierte Huffschmid Philosophie und Wirtschaftswissenschaft in Freiburg im Breisgau, Paris und an der Freien Universität Berlin, die ihm abschließend den akademischen Grad Diplom-Volkswirt verlieh. 1967 wurde Huffschmid über das Thema Die Stellung der Daten als Methodenproblem der Sozialwissenschaften zum Doktor der Wirtschafts- und Sozialwissenschaften (Dr. rer. pol.) promoviert. Anschließend war er Assistent am Institut für Konzentrationsforschung der Freien Universität Berlin, das von Helmut Arndt geleitet wurde.
Huffschmid wurde 1973 von der Universität Bremen zum Professor des Lehrstuhls für Politische Ökonomie und Wirtschaftspolitik berufen. Gemeinsam mit anderen gründete er 1975 die auch als „Memorandum-Gruppe“ bekannte Arbeitsgruppe Alternative Wirtschaftspolitik. Von 1983 bis 1989 war er Mitglied des Wissenschaftlichen Beirats des DKP-nahen Instituts für Marxistische Studien und Forschungen (IMSF). Ab 1984 war er einige Jahre lang Vorstandsmitglied der DKP. 1995 war er Gründungsmitglied der Arbeitsgruppe European Economists for an Alternative Economic Policy in Europe. Huffschmid war seit dem 1. März 2005 emeritiert.
Huffschmids Forschungsschwerpunkte waren Europäische Integration, Finanzmärkte, Unternehmenskonzentration, Ökonomie der Rüstung und Abrüstung einschließlich Konversion. Zu seinen grundlegenden Kritikpunkten gehörte, dass das Geldkapital zunehmend von der Realwirtschaft entkoppelt wird, während in Letzterer der Renditedruck steigt.

## Wirkung
Huffschmid war 2000 ein  Mitglied der Enquête-Kommission des Deutschen Bundestages „Globalisierung der Weltwirtschaft – Herausforderungen und Antworten“. Er war Mitherausgeber der politisch-wissenschaftlichen Monatszeitschrift Blätter für deutsche und internationale Politik. Huffschmid saß in den Beiräten von Wissenschaft und Frieden, der Bremischen Stiftung für Rüstungskonversion, von Z. Zeitschrift Marxistische Erneuerung und des globalisierungskritischen Netzwerks Attac.
Huffschmid war Mitverfasser der jährlich erscheinenden Memoranden der Arbeitsgruppe Alternative Wirtschaftspolitik. Mehrere seiner Studenten waren maßgeblich am Aufbau von Attac in Deutschland beteiligt. Einer von ihnen ist der grüne Europaabgeordnete Sven Giegold.
Im Jahr 2011 wurde erstmals der Jörg-Huffschmid-Preis verliehen. In Gedanken an das wissenschaftliche Werk und das gesellschaftspolitische Engagement von Jörg Huffschmid haben die Arbeitsgruppe Alternative Wirtschaftspolitik, attac und der wissenschaftliche Beirat von attac, die EuroMemo Gruppe und die Rosa-Luxemburg-Stiftung diesen Preis ausgelobt. Bisherige Preisträger waren:
- 2011: Nicola Liebert
- 2013: Ingo Stützle und Florian Butollo
- 2017: Etienne Schneider und Ulaş Şener
- 2019: Felix Gnisa und Gábor Scheiring
- 2021: Marie Grasmeier, Madelaine Moore und Simon Schaupp
- 2023: Patrick Kaczmarczyk und Moritz Kuhles

## Schriften (Auswahl)

### Monografien
- Die Politik des Kapitals. Konzentration und Wirtschaftspolitik in der Bundesrepublik. Suhrkamp, Frankfurt am Main 1969, ISBN 3-518-10313-X.
- Konzentrationspolitik in England. (= Schriften zur Konzentrationsforschung, 3). Verlag Mohr (Siebeck), Tübingen 1971, ISBN 978-3-16-331801-4.
- zusammen mit Heinz Jung: Reformalternative. Ein marxistisches Plädoyer. Institut für Marxistische Studien und Forschungen, Frankfurt am Main 1988, ISBN 978-3-88807-056-3.
- Wem gehört Europa Band I. Wirtschaftspolitik in der EG: Wirtschaftspolitik und Kapitalstrategien. Distel Verlag, Heilbronn 1994, ISBN 978-3-929348-03-3.
- Wem gehört Europa Band 2. Kapitalstrategien in Europa? Distel Verlag, Heilbronn 1994, ISBN 978-3-929348-04_0.
- Politische Ökonomie der Finanzmärkte. VSA-Verlag, Hamburg 1999, ISBN 978-3-87975-736-7.
- Politische Ökonomie der Finanzmärkte. Erweiterte und aktualisierte Neuauflage. VSA-Verlag, Hamburg 2002, ISBN 3-87975-863-8. online-Version
- zusammen mit Dieter Eißel: Öffentliche Finanzen gerecht gestalten! (=Attac-Basistexte, 10) VSA-Verlag, Hamburg 2004, ISBN 3-89965-070-0.
- Was ist Globalisierung? (=Attac-Basistexte, 14) VSA-Verlag, Hamburg 2004, ISBN 3-89965-105-7.
- Finanzinvestoren: Retter oder Raubritter? VSA-Verlag, Hamburg 2007, ISBN 978-3-89965-269-7.

### Herausgeber
- zusammen mit Schui: Gesellschaft im Konkurs? –  Handbuch zur Wirtschaftskrise 1973–1976 in der BRD, Pahl-Rugenstein Verlag, Köln 1976, ISBN 9783760902340.
- Rüstungs- oder Sozialstaat? Zur wirtschaftlichen und sozialen Notwendigkeit von Abrüstung in der Bundesrepublik.  Pahl-Rugenstein Verlag, Köln 1981, ISBN 978-3-7609-0595-2.
- zusammen mit Heiner Heseler und Norbert Reuter: Gegen die Markt-Orthodoxie. Perspektiven einer demokratischen und solidarischen Wirtschaft. Festschrift zum 60. Geburtstag von Rudolf Hickel. VSA-Verlag, Hamburg 2002, ISBN 3-87975-844-1.
- Die Privatisierung der Welt. Hintergründe, Folgen, Gegenstrategien. Reader des wissenschaftlichen Beirats von Attac. VSA-Verlag, Hamburg  2004, ISBN 3-89965-109-X.
- zusammen mit Rudolf Hickel und Axel Troost: Kapitalismuskritik heute. Zeitdiagnosen: Vom staatsmonopolistischen Kapitalismus zum finanzmarktgetriebenen Kapitalismus. VSA-Verlag, Hamburg 2010, ISBN 978-3-89965-396-0.

### Berichte
- zusammen mit Joachim Bischoff, Klaus Steinitz, Richard Detje,  Michael Wendl, Dieter Klein, Christa Luft: Stagnation – neoliberale Agenda – Alternativen. Überarbeiteten Texte der Konferenz am 6. Dezember 2003 in Berlin. VSA-Verlag 2004, ISBN 978-3-89965-912-2.